# سینمای جامائیکا

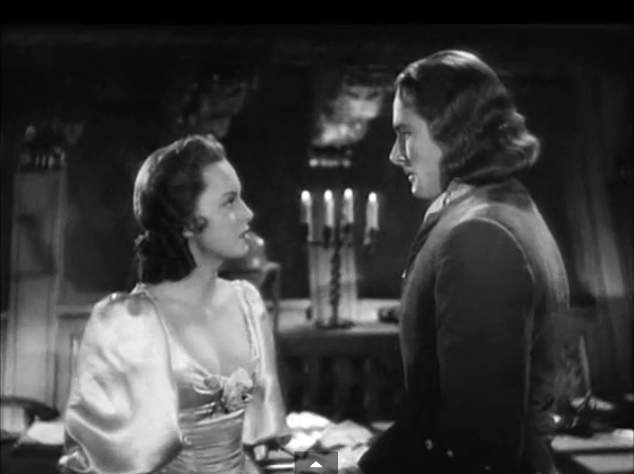
اولیویا دی هاویلند و ارول فلین در نمایی از کاپیتان بلاد (۱۹۳۵) ساخته مایکل کورتیز

سینمای جامائیکا یک صنعت بسیار خرد است. اگرچه از دهه ۳۰ جغرافیای جامائیکا محل مناسبی برای تولید فیلم محسوب می‌شد. بین سال‌های ۱۹۳۰ تا ۱۹۷۰ تولید فیلم‌های کمپانی‌های اروپایی و آمریکایی در این سرزمین شدت گرفت.
اولین فیلم بومی در جامائیکا آن‌ها خشن‌تر می‌آیند (۱۹۷۲) ساخته پری هنزل است.

## فیلم‌هایی که تمام یا بخش‌هایی از آن در جامائیکا فیلم‌برداری شدند
- کاپیتان بلاد (۱۹۳۵)
- قوی سیاه (۱۹۴۲)
- ۲۰٬۰۰۰ فرسنگ زیر دریا (۱۹۵۴)
- دکتر نو (۱۹۶۲)
- باد سخت در جامائیکا (۱۹۶۵)
- پاپیون (۱۹۷۳)
- زندگی کن و بگذار بمیرند (۱۹۷۳)
- مرداب آبی (۱۹۸۰)
- پیرانا ۲: تخم‌ریزی (۱۹۸۱)
- باشگاه بهشت (۱۹۸۶)
- کوکتل (۱۹۸۸)
- گودزیلا (۱۹۹۸)
- جزیره گنج (۱۹۹۰)
- نشان‌گذاری شده برای مرگ (۱۹۹۰)
- ذرت بو داده (۱۹۹۱)
- رقابت سرد (۱۹۹۳)
- دزدان دریایی کارائیب: نفرین مروارید سیاه (۲۰۰۳)
- دزدان دریایی ۲: انتقام استاگنتی (۲۰۰۵)
- جواز ازدواج (۲۰۰۷)
- شوالیه و روز (۲۰۱۰)
- دوباره خانه (۲۰۱۲)
- آزادی‌خواه (۲۰۱۳)
- زمانی برای مردن نیست (۲۰۲۱)